# 原田敏廣
原田 敏廣（はらだ としひろ、原田 敏広、1967年12月5日 - ）は日本の画家。
古生物・古代史・神話を三本柱として「現実に観ることの出来ない世界を精密に描く」ことを目標としている。
表現方法は鉛筆・水彩・油彩を用いる。創作以外にも人物画・静物画・風景画等も描く。
山形県酒田市で生誕。東京都大田区で育ち東京都立大森東高校（現：東京都立美原高等学校）を経て関東学院大学卒業。
絵は「アトリエルネッサンス」を主催する北山良文に師事。　